# مصرف دخانیات در ژاپن

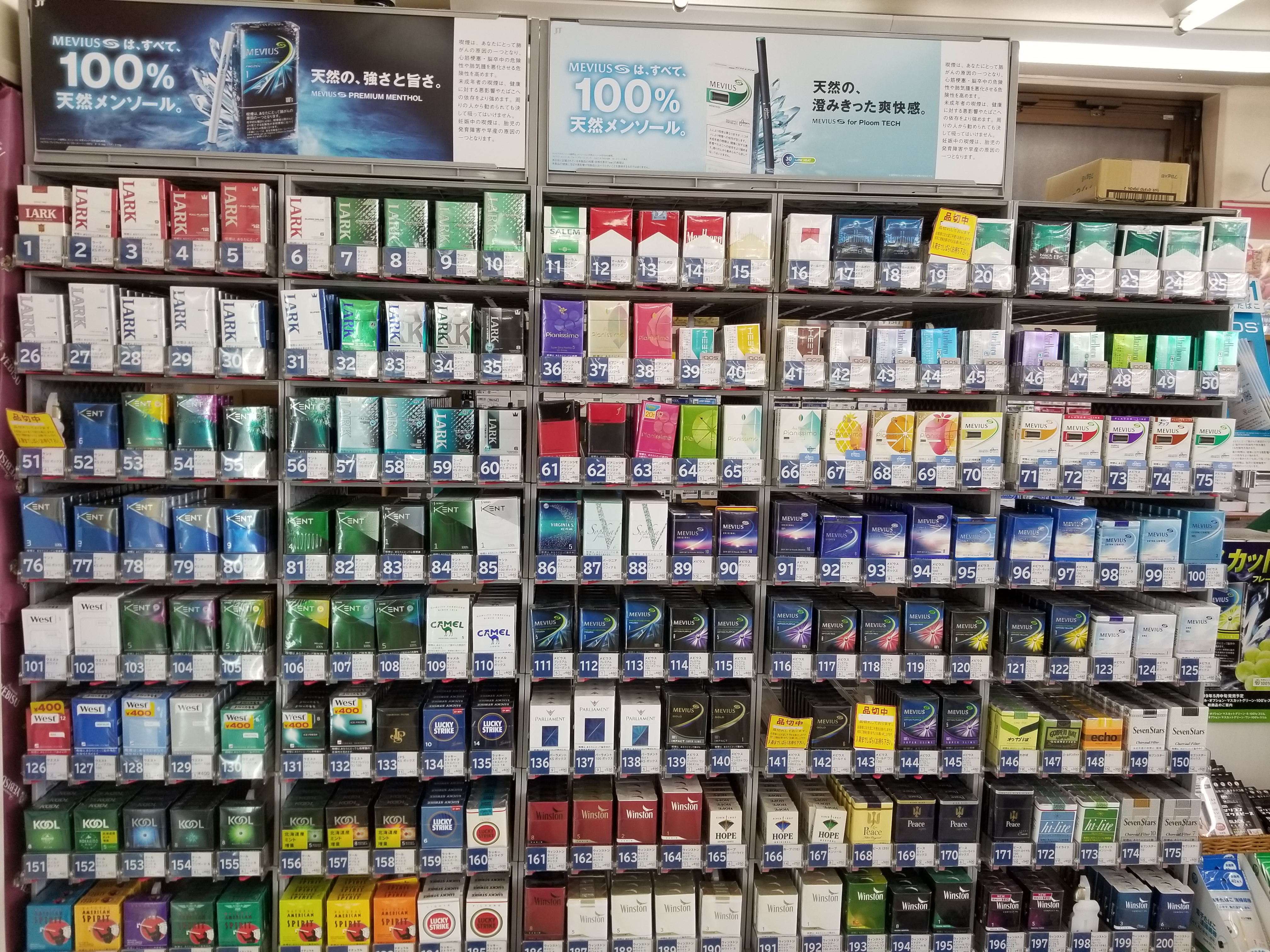
فروش فراورده‌های تنباکو در یک فروشگاه در ژاپن (آوریل ۲۰۱۹)

مصرف دخانیات در ژاپن (به ژاپنی: 日本の喫煙)، اگرچه در طول تاریخ نسبت به دیگر کشورها با محدودیت قانونی کمتری روبرو بوده‌است، در سالهای اخیر به‌طور قابل ملاحظه‌ای تغییر کرده‌است. مصرف دخانیات از سال ۱۹۹۶ تاکنون تقریباً به‌طور دائم کاهش یافته‌است و این کاهش در سالهای اخیر عمدتاً سرعت یافته‌است.
طبق آمار سال ۲۰۱۸، نرخ مصرف سیگار در بزرگسالان ۱۷٫۸٪ بوده‌است و فراوانی آن در بین مردان و زنان به ترتیب ۲۹٫۰٪ و ۸٫۱٪ بوده‌است. این کمترین رقم ثبت شده از زمان پیمایش انجام‌شده توسط وزارت بهداشت، کار و رفاه یا دخانیات ژاپن در سال ۱۹۶۵ است.
سرانه مصرف در سال ۲۰۱۵ میلادی ۱۶۱۸ نخ سیگار بود که تقریباً معادل با ۴۶٪ از بالاترین میزان آن در سال ۱۹۷۷ است این نرخ آخرین بار در سال ۱۹۵۶ به ثبت رسیده‌است. طبق آمار ژوئیه ۲۰۱۶، تنها چیزی حدود ۲۰٫۰۰۰٫۰۰۰ نفر از مردم ژاپن سیگار می‌کشیدند، اگرچه این کشور همچنان یکی از بزرگترین بازارهای دخانیات جهان بود.

## نگارخانه

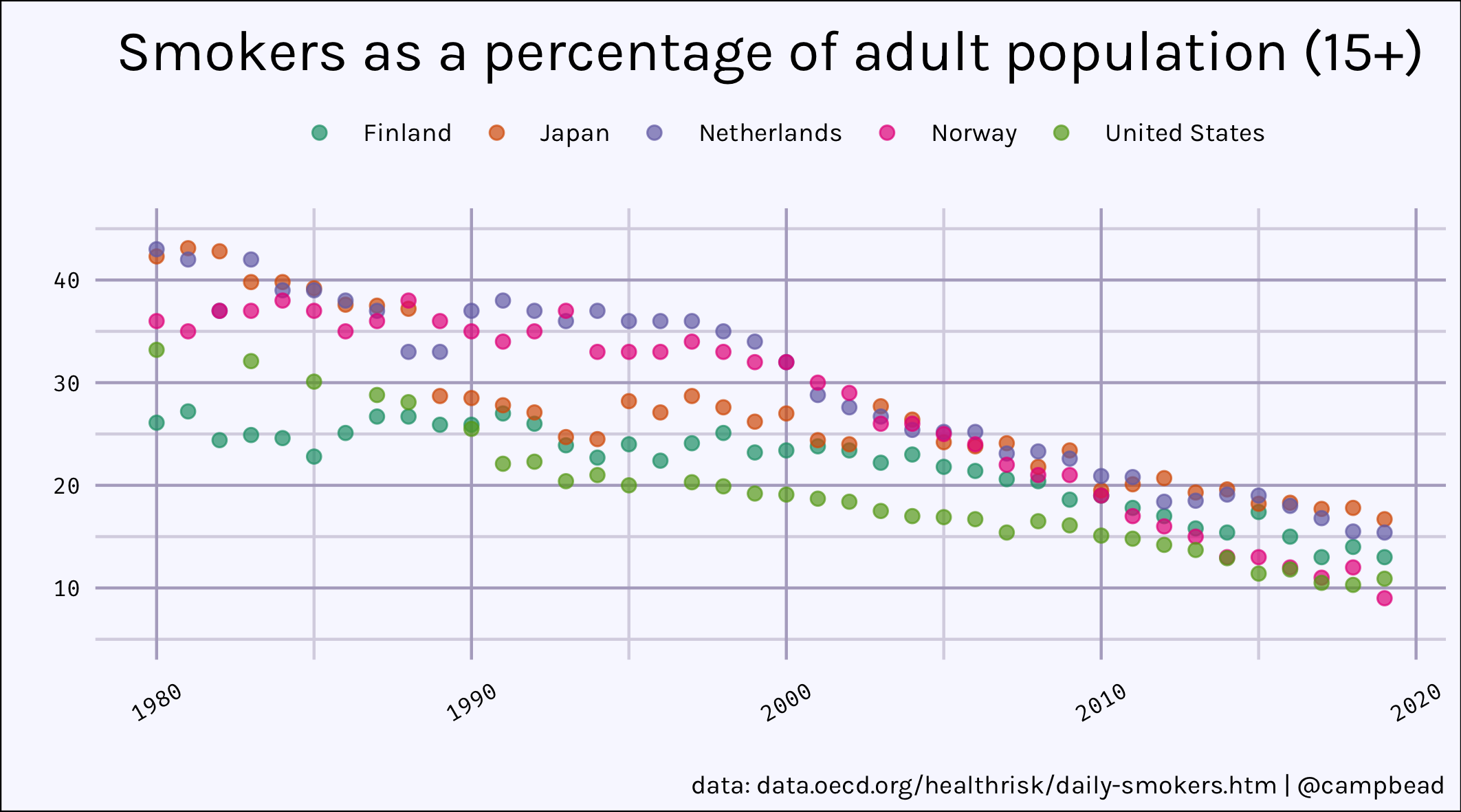
نمودار مصرف سیگار در ژاپن، ایالات متحده، هلند، نروژ و فنلاند
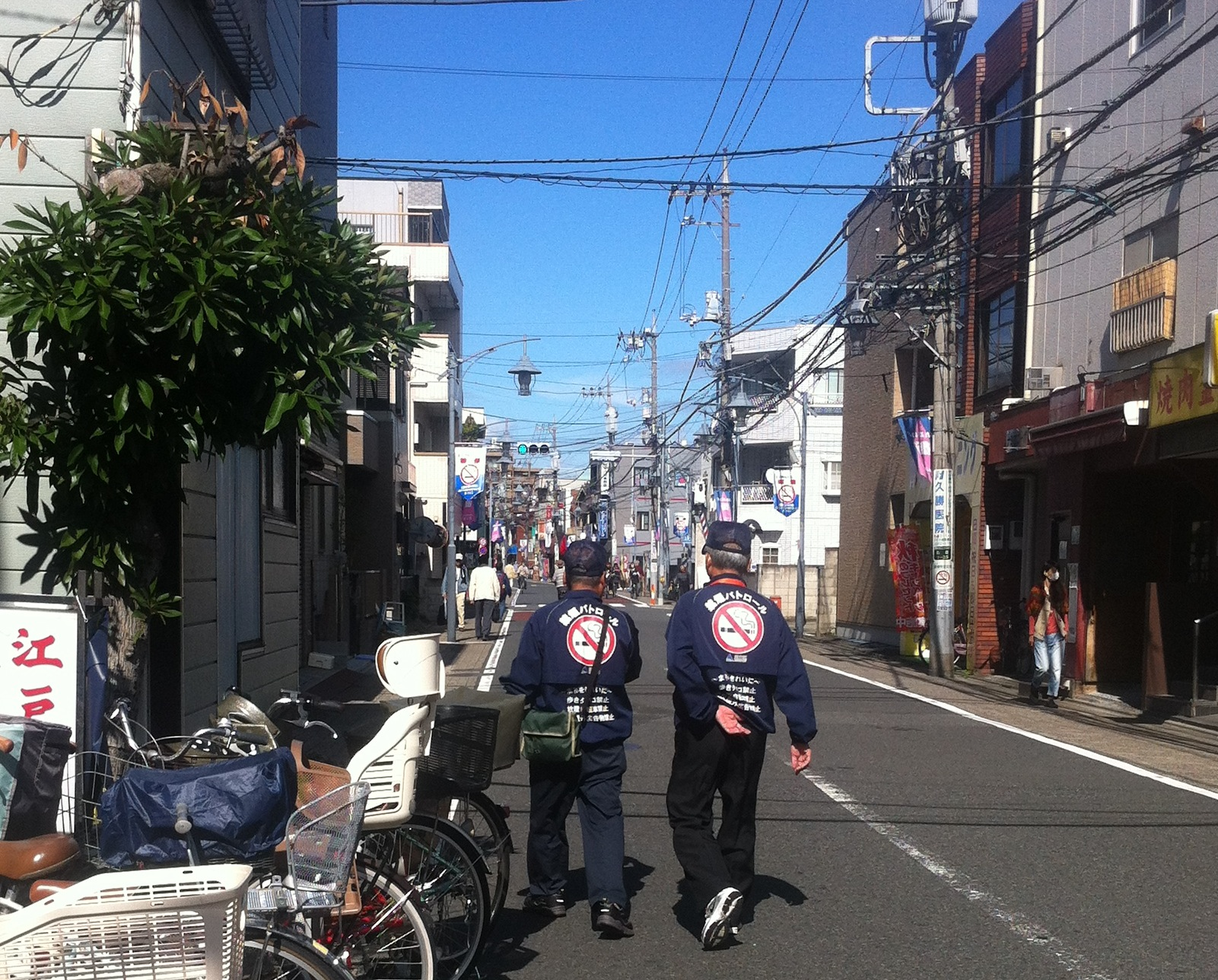
گشت ممنوعیت استعمال دخانیات در آداچی-کو، توکیو، اکتبر ۲۰۱۴‏
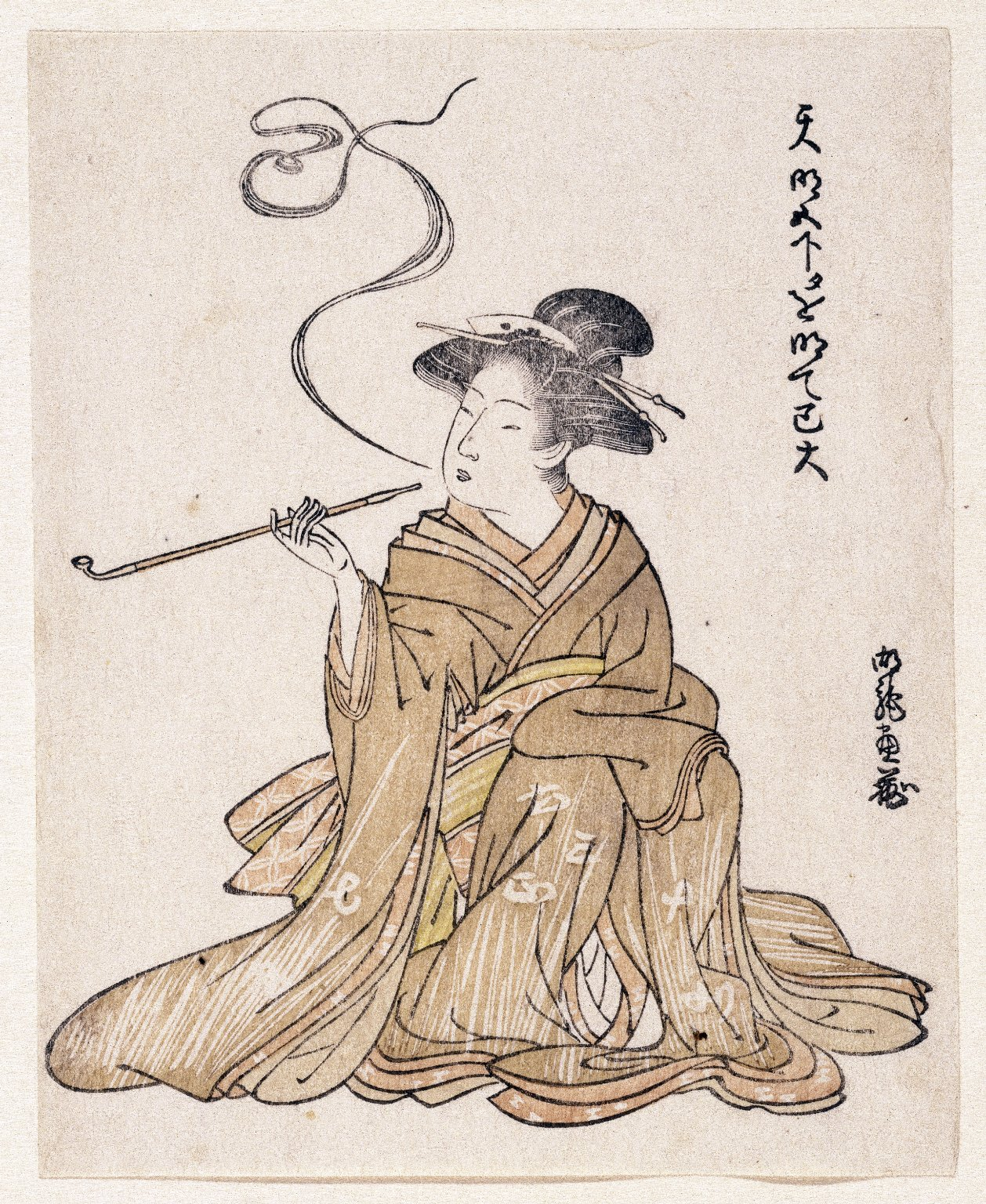
نقاشی یکی از یوجوهای سیگاری دربار سلطنتی
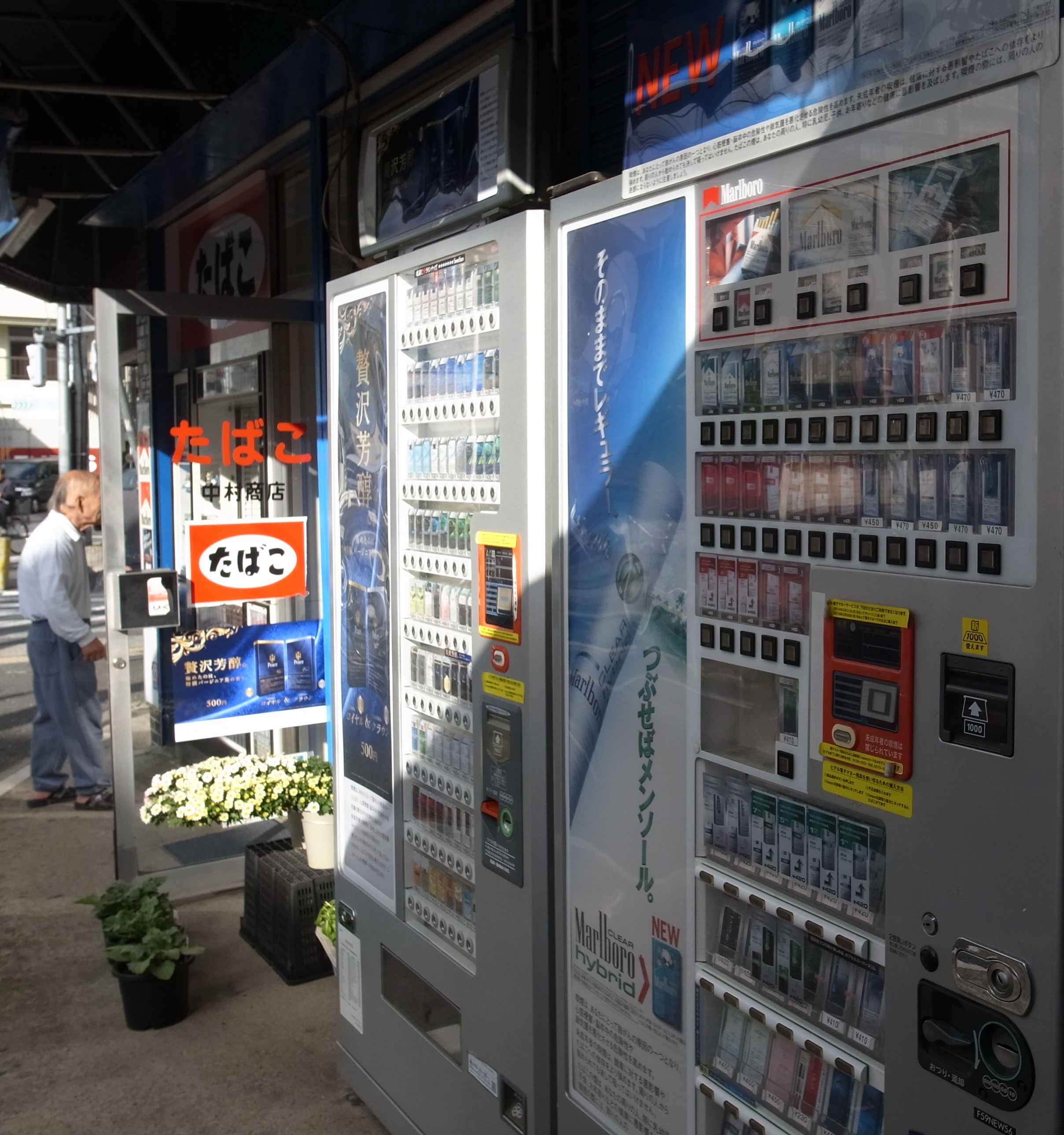
وندینگ ماشین سیگار در توکیو، اکتبر ۲۰۱۴‏
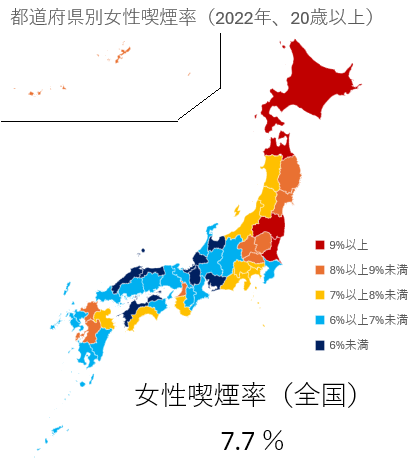
نقشه نرخ سیگار کشیدن زن‌ها در ژاپن